# Helmut Berger
Helmut Berger ( [ˈhɛlmuːt ˈbɛʁɡɐ]), rodným jménem Helmut Steinberger (29. května 1944 Bad Ischl – 18. května 2023 Salcburk), byl rakouský filmový herec.

## Život
Narodil se v rodině hoteliéra. Ve věku 18 let se přestěhoval do Londýna, kde navštěvoval kurzy herectví. Poté studoval italský jazyk v Perugii a následně se přestěhoval do Říma. V roce 1964 se tehdy 20letý Berger setkal s proslulým filmovým režisérem Luchinem Viscontim. Visconti jej obsadil do několika svých filmů ještě předtím, než Berger získal se snímkem Soumrak bohů (1969) mezinárodní uznání a byl nominován na Zlatý glóbus. Pod režií Luchina Viscontiho hrál Berger až do režisérovy smrti v roce 1976 ve více než 10 filmech, po boku herců a hereček, jako byli Burt Lancaster, Claudia Cardinalová, Elizabeth Taylorová nebo Romy Schneider. Berger se stal i životním partnerem Viscontiho a členem „Jet Setu“ šedesátých a sedmdesátých let.
Po Viscontiho smrti upadl do velké tvůrčí i osobní krize. V osmdesátých letech se přestěhoval do Los Angeles, kde mu Joan Collins zajistila účast v seriálu Dynastie. Hrál poté i v různých amerických kinofilmech, např. Kmotr III (režie: Francis Ford Coppola). Celkově natočil kolem 80 filmů. V roce 1998 napsal svoji autobiografii s názvem Já. Od roku 2005 žil v Salcburku, v roce 2007 získal cenu Teddy Award filmového festivalu Berlinale za své celoživotní dílo. V roce 2011 získal na pražském Febiofestu cenu Kristián za celoživotní dílo.